# Ray Nagin

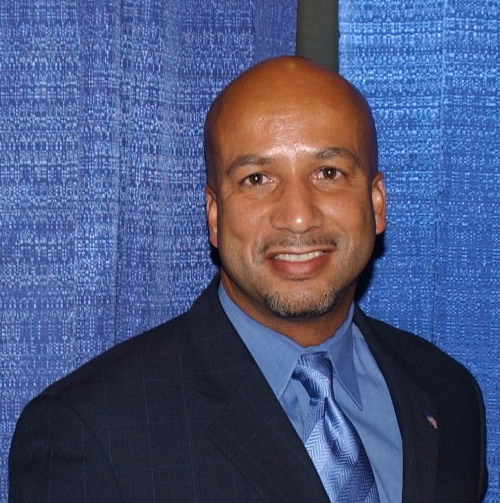
Ray Nagin (2006)

Clarence Ray Nagin Jr. (* 11. Juni 1956 in New Orleans, Louisiana) ist ein US-amerikanischer Politiker und ehemaliger Bürgermeister der Stadt New Orleans. Er wurde im Mai 2002 als Nachfolger von Marc Morial in dieses Amt gewählt und übte es bis zum 3. Mai 2010 aus.

## Leben
Ray Nagin wurde in New Orleans geboren und wuchs dort in bescheidenen Verhältnissen auf. Wegen seiner guten Fähigkeiten im Baseball gelang es ihm, ein Stipendium an der Tuskegee University zu bekommen, und machte dort 1978 einen Abschluss in Rechnungswesen. Danach arbeitete er in Los Angeles für General Motors und für Associates Corp. 1985 kehrte er nach New Orleans zurück und wurde Mitarbeiter von Cox Communication, einem Anbieter für Kabelfernsehen, und stieg dort bis zum Vizepräsidenten auf. Nach einem MBA-Studium begann er sich für eine politische Laufbahn zu interessieren.
Er ist seit 1982 mit Seletha Smith Nagin verheiratet, gemeinsam hat das Paar drei Kinder: Jeremy, Jarin und Tianna.

## Politische Laufbahn
Vor seiner Wahl zum Bürgermeister war Nagin Mitglied der Republikanischen Partei und hatte nur wenig politische Erfahrung. Nagin spendete regelmäßig für Politiker, z. B. für US-Präsident George W. Bush und den früheren republikanischen Kongressabgeordneten Billy Tauzin im Jahr 1999 und 2000 sowie früher auch für die demokratischen US-Senatoren John Breaux und Bennett Johnston.
Einige Tage, bevor er sich zur Kandidatur entschied, wechselte Nagin zur Demokratischen Partei – hauptsächlich, um seine Gewinnchancen im demokratischen Stammgebiet New Orleans zu erhöhen.
In der ersten Runde erhielt er 29 % der Stimmen gegen Gegner wie den Polizeichef Richard Pennington, die Staatssenatorin Paulette Irons und andere. In der Stichwahl mit Pennington im Mai 2002 erhielt Nagin 59 % der Stimmen. Sein Wahlkampf war größtenteils selbstfinanziert. Kurz nach seinem Amtsantritt startete Nagin eine Anti-Korruptionskampagne in der Stadtregierung.
Am 23. August 2005 formierte sich über den Bahamas der Hurrikan Katrina. In den folgenden Tagen verdichteten sich die Anzeichen, dass dieser Sturm bis in die Nähe von New Orleans bewegen würde. Wegen der Lage von großen Teilen von New Orleans unterhalb des Meeresspiegels wurden großflächige Überschwemmungen erwartet. Am 28. August 2005 ordnete Nagin die Evakuierung von New Orleans an, als sich Katrina der Golfküste der USA näherte. Der Hurrikan zerstörte New Orleans größtenteils.

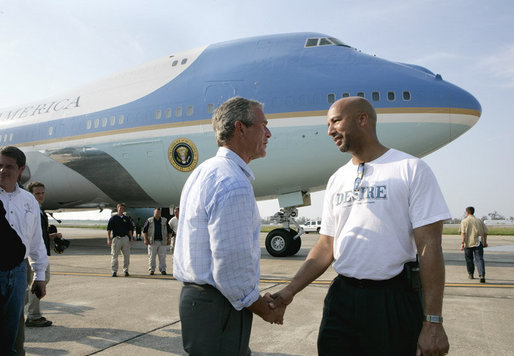
George W. Bush und Ray Nagin

Am 31. August schätzte Nagin, dass hunderte, möglicherweise sogar tausende Menschen in der Umweltkatastrophe ihr Leben verloren, tags darauf wurde er von dem amerikanischen Sender WWL-TV interviewt und beschuldigte die US-Regierung sowie einzelne Organisationen und Personen, bei der Hilfe von New Orleans, nach den Verwüstungen die Hurrikan Katrina anrichtete, versagt zu haben.
»Die [der Präsident und die Regierung] haben keine Ahnung, was hier unten abgeht. Sie sind zwei Tage, nachdem dieses verfluchte Ereignis [der Hurrikan Katrina] vorbei war, mit Fernsehkameras und Pressereportern […] heruntergeflogen und – entschuldigen Sie meine Ausdrucksweise – mich kotzt das Ganze an. […] Ich brauche Verstärkung, ich brauche Truppen, Mann, ich brauche 500 Busse. […] In einer der Besprechungen, die wir hatten, war die Rede von Schulbusfahrern, die hier herunter kommen und die Leute abtransportieren sollten. Ich sagte: ›Soll das ein Scherz sein? Dies ist eine nationale Katastrophe! Sorgt dafür, dass alle verdammten Greyhound-Busfahrer ihren Arsch in Bewegung setzen und nach New Orleans kommen.‹ […] Denn an jedem Tag, den wir uns aufhalten, sterben Menschen und sie sterben zu Hunderten. […] Die Menschen sind verzweifelt. […] Nach dem 11. September haben wir dem Präsidenten umgehend noch nie dagewesene Macht gegeben […], und Sie wollen mir erzählen, dass wir keinen Weg finden können, die benötigten Hilfsmittel für einen Ort zu genehmigen, an dem wahrscheinlich tausende gestorben sind und tausende weitere jeden Tag sterben? […] Ich weiß nicht, wessen Problem das ist. Ich weiß nicht, ob dafür die Gouverneurin verantwortlich ist. Ich weiß nicht, ob der Präsident dafür verantwortlich ist, aber jemand muss seinen Arsch in ein Flugzeug setzen […] und sehen, was zu tun ist – und zwar sofort! […] Ich möchte keinen einzigen mehr sehen, der eine dieser gottverdammten Pressekonferenzen abhält […], bis die Hilfsressourcen in der Stadt sind. […] Kriegt eure Ärsche hoch und tut etwas; lasst uns dieser gottverdammten größten Katastrophe in der Geschichte dieses Landes Herr werden. […] Die Menschen sterben. Sie haben kein Zuhause. Sie haben keine Arbeit. Die Stadt New Orleans wird nie wieder dieselbe sein. [Ihm versagt die Stimme und er bricht in Tränen aus.]«
In einigen Medien wurde Nagin später allerdings beschuldigt, ebenfalls selber nicht alle zur Verfügung stehenden Mittel der Stadt genutzt zu haben. So sind z. B. die städtischen Busse und Schulbusse nicht für Evakuierungsmaßnahmen genutzt worden und in den Depots verblieben.
Im Jahre 2006 wurde er wiedergewählt. Er gewann in der Stichwahl gegen seinen Herausforderer, den Vizegouverneur und demokratischen Parteikollegen Mitch Landrieu, mit einem Vorsprung von vier Prozentpunkten. Wegen der Beschränkung auf zwei Amtszeiten trat Nagin 2010 nicht wieder zur Wahl an. Am 7. Februar 2010 wurde sein Nachfolger, der wiederum angetretene Mitch Landrieu, mit 66 % der Stimmen zum neuen Bürgermeister von New Orleans gewählt. Die Amtsübergabe erfolgte am 3. Mai 2010.
Nach dem Ende seiner Amtszeit wurde Nagin mit Korruptionsvorwürfen konfrontiert, die im Jahr 2014 zu einer Anklage in 21 Punkten führten. Im Kern wird Nagin vorgeworfen, Geschäftsleute bei der Vergabe von Bauaufträgen in Höhe von rund fünf Millionen US-Dollar begünstigt und im Gegenzug rund 200.000 Dollar Bestechungsgelder und Luxusreisen für sich und seine Familie angenommen zu haben. Er saß seine Haftstrafe bis 2020 in der Federal Correctional Institution, Texarkana ab. Ursprünglich hätte er dort zehn Jahre verbringen sollen. Im April 2020 wurde er jedoch aufgrund der COVID-19-Pandemie stattdessen unter Hausarrest gestellt.